# Liste d'élections en 1808
Chronologie des élections
- 1804
- 1805
- 1806
- 1807
- 1808
- 1809
- 1810
- 1811
- 1812

Cet article recense les élections organisées durant l'année 1808.

Dans les premières années du XIXe siècle, seuls deux pays organisent des élections nationales : le Royaume-Uni et les États-Unis.

## Élections nationales en 1808
| Date                       | État       | Élection ou référendum                    | Contexte | Résultat |
| -------------------------- | ---------- | ----------------------------------------- | --- | --- |
| 4 novembre - 7 décembre    | États-Unis | Présidentielle                            | Le président Thomas Jefferson (Parti républicain-démocrate : antifédéraliste, républicain (en)) ne brigue pas de troisième mandat. | James Madison (républicain-démocrate) est élu avec 69,7 % des voix des grands électeurs (et 64,7 % des suffrages populaires) face à un unique adversaire : Charles Cotesworth Pinckney (Parti fédéraliste : fédéraliste, conservateur). |
| 26 avril 1808 - 5 mai 1809 | États-Unis | Législatives (chambre (en) et sénat (en)) | | Voir l'article : Liste d'élections en 1809. |